# Kîpeacika, Mîronivka
Kîpeacika (în ucraineană Кип`ячка) este localitatea de reședință a comunei Kîpeacika din raionul Mîronivka, regiunea Kiev, Ucraina.

## Demografie
Componența lingvistică a localității Kîpeacika
     Ucraineană (96,91%)
     Rusă (2,82%)
     Alte limbi (0,26%)
Conform recensământului din 2001, majoritatea populației localității Kîpeacika era vorbitoare de ucraineană (96,91%), existând în minoritate și vorbitori de rusă (2,82%).